# Flugparken
Flugparken är en svensk drama- och thrillerfilm i regi av Jens Östberg. Filmen hade biopremiär den 28 november 2014.

## Rollista
- Sverrir Gudnason – Kristian Keskitalo
- Peter Andersson – Berndt
- Malin Buska – Diana
- Leonard Terfelt – Alex
- Joar Hennix Raukola – Elias
- Julia Grönberg – Yoshi
- Simón Maximilian Karl - Stefan Kretschmann
- Rasmus Winblad – Ludvig, kamphundsägare
- Daniel Hjelm – tonårskille med vit mössa
- Ludde Hagberg	– Johan
- Hakim Jakobsson – polisman
- Ia Langhammer – förhörsledare
- Zakarias Boudabous – Ludvigs kompis
- Lotten Vallgårda – Yoshis kompis
- Anna Azcaráte – förskollärare
- Anton Raukola – förskollärare
- Tilda Karlsson – 13-åring i Flugparken
- Evelina Karlsson – 14-åring i Flugparken
- Kevin Åström – tonåring vid bensinmack
- Liv Östberg – flicka på lekplats
- Mimmi Jacobsson – tonårstjej i Flugparken
- Amanda Bergman – tonårstjej i Flugparken
- Bosse Åström – man som slipar skridskor
- Christoffer Demby – polisman i uniform

## Om filmen
"Fostrad i den svenska hockeykulturen där systematisk mobbning är vardag har Kristians liv blivit en balansakt mellan hans ömsinta sida som förskollärare och hans uppdämda aggressivitet. När hans bästa vän Alex försvinner i skogen efter en blöt festnatt tillsammans börjar Kristians tillvaro att rämna."
Flugparken producerades av Rebecka Lafrenz och Mimmi Spång för Garagefilm International AB. Filmen samproducerades av Filmpool Nord AB och The Chimney Pot AB. Den fick produktionsstöd av Stiftelsen Svenska Filminstitutet och distribueras av Triart Film AB. Filmen spelades in i Luleå och Boden efter ett manus av Östberg. Den fotades av Måns Månsson och klipptes senare samman av Kristofer Nordin. Musiken komponerades av Daniel Söderberg.